# Amblyomma sphenodonti
Amblyomma sphenodonti es una especie de garrapata dura del género Amblyomma, subfamilia Amblyomminae. Fue descrita científicamente por Dumbleton en 1943.

## Descripción
Las garrapatas tuatara adultas son casi circulares, de color marrón claro y miden 2 milímetros (0,079 pulgadas) de largo. Fue descrita por primera vez por Lionel Jack Dumbleton en 1943. El espécimen masculino holotipo fue recolectado en Stephens Island por E. J. Tillyard en enero de 1922 y luego depositado en la Colección de Artrópodos de Nueva Zelanda. Originalmente, esta especie se colocó en el género Aponomma, ya que los miembros de este género parasitan principalmente a los reptiles. Las Aponomma más primitivas se colocaron en el género Amblyomma en 2002. Los análisis filogenéticos sugieren que esta garrapata no está estrechamente relacionada con otras garrapatas del género Amblyomma, ya que está más estrechamente relacionada con el género Bothriocroton y debería colocarse en su propio género.

## Distribución
Al igual que su huésped, esta especie tiene poblaciones que viven en islas frente a la costa de la Isla Norte y la Isla Sur de Nueva Zelanda. Sin embargo, su distribución se limita a solo cuatro de los doce grupos de islas: las islas Mercury y Aldermen frente a la costa de la Isla Norte, y la isla Stephens y los Trios en el estrecho de Cook. Las islas con una alta densidad de tuatara, con una mayor asociación entre huéspedes, tienen más probabilidades de tener garrapatas presentes, ya que el parásito tiene movilidad limitada y le resultaría difícil dispersarse donde las densidades de tuatara son más bajas o fluctúan.

## Ciclo de vida
La garrapata tiene un ciclo de vida de tres etapas, y todas las etapas parasitan al tuatara. Las hembras que se han alimentado de la sangre del huésped se separan del tuatara y ponen huevos. Esto ocurre en la madriguera del tuatara. Cuando los huevos eclosionan, las larvas se adhieren a un tuatara, se alimentan y se separan. Después de la muda, la ninfa resultante también se adhiere y repite el ciclo de alimentación y desprendimiento y muda para convertirse en una garrapata adulta.[8] Este ciclo de vida puede durar de 2 a 3 años. El aumento de las temperaturas puede causar un aumento en la cópula de las garrapatas adultas y tasas de desarrollo más rápidas en todas las etapas del ciclo de vida.